# Акино, Рамон
Рамон Акино (исп. Ramón Aquino; 1934, Асунсьон — 2015, Асунсьон) — парагвайский ультраправый политик, активный националист и антикоммунист. Видный деятель стронистского режима, соратник Альфредо Стресснера. Руководящий функционер партии Колорадо, организатор партийных боевых групп garroteros.

## Низовое происхождение. Идейно-политические взгляды
Родился в асунсьонском районе Чакарита. Эта часть парагвайской столицы до нынешнего времени известна как трущобный район, очаг бедности и преступности. Туристические справочники квалифицируют район как «не рекомендованный для посещения в любое время». Ещё более бедной и криминогенной была Чакарита в XX веке.
Рамон Акино всю жизнь позиционировался как выходец из социальных низов и свою политическую линию характеризовал как «народную». Годы его молодости скупо отражены в открытых источниках, но, по некоторым данным, он знал изнутри криминальный мир Чакариты.
Рамон Акино придерживался ультраправых, авторитарно-националистических и антикоммунистических взглядов. Вступил в правоконсервативную партию Колорадо, которую считал выразителем народных интересов. В 1954 решительно поддержал государственный переворот и приход к власти генерала Альфредо Стресснера. Сосредоточился на партийной деятельности, сделал карьеру в политическом аппарате Колорадо. По партийной линии получил юридическое образование.

## Районный функционер Колорадо. Активист стронизма
В 1966 Рамон Акино возглавил «14-ю секцию» Колорадо — территориальную партийную организацию в Чакарите. Эту должность он занимал почти четверть века и заработал среди сторонников репутацию «великого бойца Колорадо». Он состоял в руководящем органе Колорадо — Совете управляющих, был личным другом президента Стресснера.
Рамон Акино сформировал в районе разветвлённую структуру, переплетённую с традиционными теневыми сообществами. Была налажена партийная информационная система, оперативная связь с полицией и органами политического сыска. Примерно три четверти населения Чакариты официально состояли в Колорадо. Практически 100 % местных избирателей голосовали на всех выборах за президента Стресснера и кандидатов Колорадо.
Партийный штабной офис превратился в центр районной жизни, где постоянно проводились собрания, принимавшие решения по социально-экономическим, общественно-политическим и культурно-бытовым вопросам. Сам Акино стал районным «касиком», неформальным хозяином Чакариты. Для трудоустройства, лицензирования бизнеса, поступления на учёбу, пользования муниципальной медицинской помощью требовалась его личная санкция. В то же время, под руководством Акино в районе впервые появилась социальная инфраструктура — бесплатная поликлиника, культурно-реабилитационный центр, спортивные площадки. Как земляк и благодетель, он пользовался в Чакарите высокой популярностью.
Рамон Акино был фанатичным сторонником президента Стресснера, убеждённым проводником политики стронизма, непримиримым антикоммунистом. Колорадо он понимал как опору стабильности и мотор развития страны, Парагвай — как модель национального и социального устройства, оплот мирового антикоммунизма, воплощение доктрины ВАКЛ.

## Партийный силовик. Акции политического насилия
Парагвайская политическая традиция издавна включает партийные вооружённые формирования. Это особенно свойственно Колорадо с её крестьянским ополчением Py Nandi, отрядами Guión Rojo, иными формированиями партийной милиции. Свою гражданско-силовую составляющую создал и стронистский режим.
Рамон Акино был среди главных организаторов боевых групп Колорадо (наряду с начальником следственного департамента полиции Пастором Коронелем, министром юстиции Эухенио Хаке). Своих боевиков он набирал в хорошо ему известных криминальных структурах Чакариты. С подачи самого Акино они получили название garroteros (от гарроты в значении холодного оружия). Группировка была хорошо организована, дисциплинирована, вооружена дубинками и обрезками металлических труб. Противники стронизма особо выделяли формирования Рамона Акино, называя их «гангстерами из Чакариты». Наибольшую известность приобрели две акции garroteros.
12 сентября 1972 они подавляли антиправительственные волнения в Католическом университете Асунсьона, учинив жестокое избиение бунтующих студентов. Акино, принимавший в драке личное участие, заявлял, что целью являлось «умиротворение дебатов». После этого события он получил чёрноюморную кличку Moderador de la Universidad — Умиротворитель университета.
24 апреля 1986 врачи и медсёстры асунсьонской Клинической больницы потребовали повышения зарплаты. Их поддержали многие пациенты. Здание больницы блокировала полиция. Рамон Акино посчитал происходящее «коммунистической провокацией» и прибыл во главе garroteros. Но на этот раз боевики Акино не применили насилия. Твёрдость одной из медсестёр, монахини польского происхождения по имени Юлиана: «Войдёте только через мой труп» — вынудила Акино отступить. Однако 2 мая 1986 нападение повторилось, несколько протестующих и пациентов были избиты garroteros.
Главной задачей garroteros считался отпор коммунизму. Рамон Акино утверждал, будто начал убивать коммунистов ещё в подростковом возрасте. Однако в открытых источниках нет чётких сведений об их столкновениях с членами Парагвайской компартии. Зато они применяли насилие против членов самой Колорадо. Особенно в конце 1980-х, когда в партии обозначился раскол между фракциями tradicionalistas («традиционалисты», сторонники либеральных реформ во главе с Луисом Марией Арганьей и Эдгаром Инсфраном) и militancias («воинствующие» стронисты во главе с Сабино Монтанаро, членом правящего «Золотого квадрата»).
Рамон Акино был одним из самых активных militancias, которые одержали верх на съезде Колорадо в 1987. Он выступал за максимальное ужесточение режима, пожизненное правление Альфредо Стресснера и наследование диктаторской власти сыном президента Густаво Стресснером-младшим («После Стресснера — Стресснер!»). Боевики garroteros нападали не только на оппозиционных либералов, социал-демократов, католиков, профсоюзных и крестьянских активистов, но и на традиционалистов из своей партии. 19 ноября 1988 Рамон Акино за политическое насилие был отлучён от церкви.

## Послестресснеровские десятилетия
3 февраля 1989 в Парагвае произошёл военный переворот. Альфредо Стресснер был отстранён от власти. Вооружённое столкновение мятежных войск с президентской гвардией продлилось несколько ночных часов. Формирования партийной милиции, в том числе garroteros Рамона Акино не приняли в нём никакого участия.
Новым президентом стал генерал Андрес Родригес, Колорадо возглавил Луис Мария Арганья. Правительство Родригеса начало реализовывать программу традиционалистов — политическую демократизацию страны при сохранении рычагов власти, социального доминирования и экономического могущества стронистской элиты.
Рамон Акино категорически отвергал новые порядки. Он оказался одним из немногих членов Совета управляющих Колорадо, выступившим против президентских полномочий Родригеса и его программы. В результате в 1990 Акино был выведен из руководства Колорадо, снят с партийного поста в Чакарите.
Он не был привлечён к суду или принуждён к эмиграции (как другие наиболее одиозные стронисты, типа Монтонаро и Коронеля). Однако его политическое влияние резко снизилось. Но он сохранял сильные неформальные связи в Колорадо, теневых сообществах Чакариты и экономических структурах стронизма. Пользовался непреходящим авторитетом и уважением в партийных кругах Колорадо.
Скончался Рамон Акино 1 апреля 2015 в возрасте 81 года.

## Личность и оценки
Рамон Акино был женат, его сын Альберто Рамон Акино-младший — известный в Парагвае адвокат.
Личность Рамона Акино у многих вызывала отторжение. Его описывали как человека резкого, жестокого, склонного к конфликтам и насилию не только в политике, но и в быту (например, при посещении баров). В то же время отмечались искренность и твёрдость его убеждений.
Внешне Акино отличался массивным телосложением, хмурым выражением лица, жёстким взглядом из-под очков. Его стилистической особенностью являлось ношение барсетки.
Парадоксальным образом даже противники коммунизма и левых сил сравнивают Рамона Акино и его Garroteros с режимами Уго Чавеса, Николаса Мадуро, Рафаэля Корреа и даже Мао Цзэдуна. Коренное сходство ультраправого антикоммуниста Акино с коммунистами и «социалистами XXI века» видится в ставке на грубое политическое насилие.